# Liste der Gemeinden im Landkreis Vechta
Die Liste der Gemeinden im Landkreis Vechta gibt einen Überblick über die zehn kleinsten Verwaltungseinheiten des Landkreises. Vier der Gemeinden sind Städte. Lohne und Vechta, der Sitz der Kreisverwaltung, sind Mittelstädte, Damme und Dinklage sind Kleinstädte.
Bis zur Umbenennung in Landkreis Vechta im Jahr 1939 hieß der Landkreis noch Amt Vechta. Im Zuge der niedersächsischen Gebietsreform wurden am 1. März 1974 die Gemeinde Lutten in die Gemeinde Goldenstedt sowie die Gemeinde Langförden in die Stadt Vechta eingegliedert. Gleichzeitig gelangten die bis dahin zum Landkreis Osnabrück gehörenden Gemeinden Vörden, Hörsten und Hinnenkamp zum Landkreis Vechta und wurden Teil der Gemeinde Neuenkirchen-Vörden.
Alle Gemeinden des Landkreises sind Einheitsgemeinden.

## Beschreibung
Der Landkreis hat eine Gesamtfläche von 812,63 km2. Die größte Fläche innerhalb des Landkreises hat die Stadt Damme mit 104,35 km2. Die Gemeinde Neuenkirchen-Vörden und die Stadt Lohne haben eine Fläche, die größer ist als 90 km2. Drei Gemeinden sind größer als 80 km2 beziehungsweise zwei größer als 70 km2. Die übrigen zwei Gemeinden Holdorf und Steinfeld haben mit einer Fläche von mehr als 50 km2 und sind damit die nach der Fläche kleinsten Gemeinden im Landkreis.
Den größten Anteil an der Bevölkerung des Landkreises von 146.400 Einwohnern haben die Städte Vechta mit 33.572 Einwohnern und Lohne mit 28.222 Einwohnern. Die anderen zwei Städte Damme und Dinklage haben 17.507 und 13.493 Einwohner. Drei Gemeinden haben über 9.000 Einwohner, eine über 8.000 und zwei über 6.000 Einwohner. Die von der Einwohnerzahl her kleinste Gemeinde ist Bakum mit 6822 Einwohnern.
Der gesamte Landkreis Vechta hat eine Bevölkerungsdichte von 180 Einwohnern pro km2. Die größte Bevölkerungsdichte innerhalb des Kreises haben die Städte Vechta mit 382 Einwohnern pro km2 und Lohne mit 311, gefolgt von Dinklage mit 186, Steinfeld mit 171 und Damme mit 168. Drei weitere Gemeinden haben eine Bevölkerungsdichte von über 100, die übrigen zwei von über 70. Die Gemeinde mit der geringsten Einwohnerzahl, Bakum, hat mit 87 auch die geringste Bevölkerungsdichte.

## Legende
- Gemeinde: Name der Gemeinde beziehungsweise Stadt
- Teilorte: Aufgezählt werden die ehemals selbständigen Gemeinden der Verwaltungseinheit und weitere Gemeindeteile
- Wappen: Wappen der Gemeinde beziehungsweise Stadt
- Karte: Zeigt die Lage der Gemeinde beziehungsweise Stadt im Landkreis
- Fläche: Fläche der Stadt beziehungsweise Gemeinde, angegeben in Quadratkilometer
- Einwohner: Zahl der Menschen die in der Gemeinde beziehungsweise Stadt leben (Stand: 31. Dezember 2023[2])
- EW-Dichte: Angegeben ist die Einwohnerdichte, gerechnet auf die Fläche der Verwaltungseinheit, angegeben in Einwohner pro km2 (Stand: 31. Dezember 2023[3])
- Höhe: Höhe der namensgebenden Ortschaft beziehungsweise Stadt in Meter über Normalnull
- Bild: Bild aus der jeweiligen Gemeinde beziehungsweise Stadt

## Gemeinden
| Gemeinde            | Teilorte | Wappen                                             | Karte                                                     | Fläche | Einwohner | EW- Dichte | Höhe | Bild                                                                |
| ------------------- | --- | -------------------------------------------------- | --------------------------------------------------------- | ------ | --------- | ---------- | ---- | ------------------------------------------------------------------- |
| Landkreis Vechta    | | Wappen des Landkreises Vechta                      | Lage des Landkreises Vechta in Niedersachsen              | 812,63 | 146,400   | 180        |      | Kreishaus in Vechta                                                 |
| Bakum               | Bakum Büschel Carum Daren Elmelage Harme Hausstette Lohe Lüsche Märschendorf Molkenstraße Schledehausen Vestrup Westerbakum                                                                                                 | Wappen der Gemeinde Bakum                          | Lage der Gemeinde Bakum im Landkreis Vechta               | 78,72  | 6.822     | 87         | 34   | Bronzeplastik von Albert Bocklage zur Geschichte der Gemeinde Bakum |
| Damme (Stadt)       | Damme Bergfeine Borringhausen Clemens-August-Dorf Dalinghausen Damme-Nord Damme-West Dümmerlohausen Glückauf Haverbeck Klünenberg Langenteilen Osterdamme Osterfeine Reselage Rottinghausen Hinnenkamp Rüschendorf Südfelde | Wappen der Stadt Damme                             | Lage der Stadt Damme im Landkreis Vechta                  | 104,38 | 17,507    | 168        | 64   | Pfarrkirche St. Viktor                                              |
| Dinklage (Stadt)    | Dinklage Bahlen Bünne Höne Langwege Schwege Wulfenau | Wappen der Stadt Dinklage                          | Lage der Stadt Dinklage im Landkreis Vechta               | 72,66  | 13,493    | 186        | 27   | Burg Dinklage                                                       |
| Goldenstedt         | Goldenstedt Lutten Ellenstedt Einen Altona Varenesch Goldenstedt Heide Goldenstedt Bhf | Wappen der Gemeinde Sande                          | Lage der Gemeinde Goldenstedt im Landkreis Vechta         | 88,6   | 10,401    | 117        | 33   | Industriedenkmal Bredemeyers Hof                                    |
| Holdorf             | Holdorf Amtern Diekhausen Fladder Fladderlohausen Gramke Grandorf Handorf Holdorf-Bahnhof Ihorst Langenberg Scheelenhorst Wahlde                                                                                            | Wappen der Gemeinde Holdorf                        | Lage der Gemeinde Holdorf im Landkreis Vechta             | 54,92  | 7.568     | 138        | 42   | Holdorf Rathaus                                                     |
| Lohne (Stadt)       | Lohne Bokern Brägel Brettberg Brockdorf Hamberg Hopen Krimpenfort Kroge-Ehrendorf Lerchental Lohnerwiesen Märschendorf Meyerfelde Moorkamp Mühlenkamp Nordlohne Rießel Schellohne Südlohne Voßberg Vulhop Wichel Zerhusen   | Wappen der Stadt Lohne                             | Lage der Stadt Lohne im Landkreis Vechta                  | 98,0   | 28,222    | 288        | 44   | Haus Uptmoor                                                        |
| Neuenkirchen-Vörden | Bieste Campemoor Grapperhausen Hinnenkamp Hörsten Nellinghof Neuenkirchen Vörden Wenstrup | Wappen der Gemeinde Neuenkirchen-Vörden            | Lage der Gemeinde Neuenkirchen-Vörden im Landkreis Vechta | 90,85  | 8.874     | 98         | 48   | Selings Windmühle in Neuenkirchen                                   |
| Steinfeld           | Steinfeld Baring Brokamp-Wieferich Düpe Harpendorf Holthausen Lehmden Mühlen Ondrup Schemde Steifeld-Mitte Steinfeld-Süd | Wappen der Gemeinde Steinfeld                      | Lage der Gemeinde Steinfeld im Landkreis Vechta           | 59,83  | 10,211    | 171        | 58   | Steinfeld Ortsmitte                                                 |
| Vechta (Kreisstadt) | Vechta Stadt Bergstrup Calveslage Deindrup Hagen I Hagen II Holtrup Holzhausen Langförden Oythe Spreda Stoppelmarkt Stukenborg Telbrake Vardel                                                                              | Wappen der Stadt Vechta im gleichnamigen Landkreis | Lage der Stadt Vechta im gleichnamigen Landkreis          | 87,78  | 33,572    | 382        | 33   | Kaponier in Vechta                                                  |
| Visbek              | Visbek Astrup Bonrechtern Endel Erlte Hagstedt Halter/Meyerhöfen Hogenbögen Norddöllen Rechterfeld Varnhorn/Siedenbögen Wöstendöllen                                                                                        | Wappen der Gemeinde Visbek                         | Lage der Gemeinde Visbek im Landkreis Vechta              | 84,1   | 9.730     | 116        | 49   | Visbek Ortseingang                                                  |